# Olympische Sommerspiele 1992/Teilnehmer (Belize)
| Gelbes Symbol für Goldmedaillen mit stilisierten Olympischen Ringen | Graues Symbol für Silbermedaillen mit stilisierten Olympischen Ringen | Braundes Symbol für Bronzemedaillen mit stilisierten Olympischen Ringen |
| ------------------------------------------------------------------- | --------------------------------------------------------------------- | ----------------------------------------------------------------------- |
| —                                                                   | —                                                                     | —                                                                       |

Belize nahm an den Olympischen Sommerspielen 1992 in Barcelona, Spanien, mit einer Delegation von zehn Sportlern (neun Männer und eine Frau) teil.

## Teilnehmer nach Sportarten

### Leichtathletik
- Emery Gill
100 Meter: Vorläufe
4 × 100 Meter: Vorläufe
- Michael Joseph
400 Meter: Vorläufe
4 × 100 Meter: Vorläufe
- John Palacio
800 Meter: Vorläufe
4 × 100 Meter: Vorläufe
- Ian Gray
1500 Meter: Vorläufe
- Elston Shaw
4 × 100 Meter: Vorläufe
Weitsprung: 44. Platz in der Qualifikation
Dreisprung: 44. Platz in der Qualifikation

### Radsport
- Douglas Lamb
Straßenrennen, Einzel: DNF
100 Kilometer Mannschaftszeitfahren: 27. Platz
- Michael Lewis
Straßenrennen, Einzel: DNF
100 Kilometer Mannschaftszeitfahren: 27. Platz
- Ernest Meighan
Straßenrennen, Einzel: DNF
100 Kilometer Mannschaftszeitfahren: 27. Platz
- Orlando Chavarria
100 Kilometer Mannschaftszeitfahren: 27. Platz
- Camille Solis
Frauen, Straßenrennen, Einzel: DNF